# The Golem: How He Came into the World
The Golem: How He Came into the World este un film de groază german din 1920 regizat de Paul Wegener și Carl Boese. Rolurile principale sunt interpretate de actorii Paul Wegener, Albert Steinrück și Lyda Salmonova.  

## Distribuție
- Paul Wegener
- Albert Steinrück
- Lyda Salmonova
- Ernst Deutsch
- Lothar Müthel

## Legături externe
- The Golem: How He Came Into the World la Allmovie
- The Golem: How He Came Into the World la Internet Movie Database
- The Golem: Hoe He Came into the World la Rotten Tomatoes
- The Golem: How He Came into the World la TCM Movie Database
- Der Golem este disponibil pentru descărcare gratuită la Internet Archive [mai mult]
- The Golem: How He Came Into the World pe YouTube

1. ↑  Filmportal.de
2. ↑  „The Golem: How He Came into the World”, Internet Movie Database, accesat în 6 august 2022